# Tau Akwarydy
tau Akwarydy (TAQ) – rój meteorów aktywny od 19 czerwca do 5 lipca. Jego radiant znajduje się w gwiazdozbiorze Wodnika. Maksimum roju przypada na 28 czerwca, jego aktywność jest określana jako niska, a obfitość roju wynosi 7 meteorów/h. Prędkość w atmosferze meteorów tego roju to 63 km/s.